# آلبانی (ویسکانسین)
البانی، ویسکانسین (به انگلیسی: Albany, Wisconsin) یک Village (Wisconsin) و روستا در ایالات متحده آمریکا است که در Green County واقع شده‌است.

## خصوصیات
البانی ۳٫۳۹ کیلومترمربع مساحت و ۱٬۰۱۸ نفر جمعیت دارد.